# Communauté de communes Rhône-Sud
La Communauté de communes Rhône-Sud (CCRS) est un ancien établissement public de coopération intercommunale du département du Rhône qui a existé de 2000 à 2006.
En 1997, le district Givors-Grigny est créé entre les communes de Givors et Grigny, dans le sud du département du Rhône. Le 1er avril 2000, il est transformé en Communauté de communes Rhône-Sud qui est dissoute le 1er janvier 2007 lorsque les deux villes intègrent le Grand Lyon.